# ロックマンX メガミッション2
『ロックマンX メガミッション2』（ロックマンエックスメガミッションツー、ROCKMAN X MEGA MISSION 2）は、1996年にカプコン協力のもとバンダイから発売された、オリジナルのストーリーを持つロックマンXシリーズのカードダスである。『ロックマンX メガミッション』の続編で、さらに『ロックマンX メガミッション3』へと繋がる。サブタイトルはEPISODE 2 / VS REVENGE LIMITED（エピソード2 / バーサスリベンジリミテッド）。

## ストーリー
ドップラー博士の反乱から2ヶ月後。「都市内のレプリロイド全てが突如一斉にイレギュラー化する」という怪事件の真相を追っていたエックスとゼロの前に、再び再生レプリロイド達の影が現れはじめる。

## 登場キャラクター

### メインキャラクター
エックス（X）
第17精鋭部隊の隊長を務めている青いレプリロイド。事件の影に見え隠れする再生レプリロイド達を追っていたが、タキオン達に捕獲され操られてしまう。
ゼロ（Zero）
第0特殊部隊の隊長を務めている赤いレプリロイド。連れ去られてしまったエックスを救出するため、謎の老人からアーマーを授かって奔走する。
ライト博士（Dr. Right）
ロボット工学の父を呼ばれる伝説の科学者であり、エックスの製作者である。作中では「謎の老人」と表記されて名前を伏せられている。今回はエックスが攫われてしまったため、ゼロにアーマーを与え力を貸す事となる。

### オリジナルキャラクター

#### オーダブレイカー（Order Breaker）
オーダブレイカーとはタキオンが自身の一部を分離、成長させ創り出したレプリロイドの総称である。
タキオンとともに、内部に居るレプリロイドを強制的にイレギュラー化する「リミテッド・フィールド」を作り出す事が出来、その為に「秩序の破壊者」という意味のこの名を名乗っている。
タキオン（Tackione）
かつて廃工場にて倒されたマザーリミテッドの一片の細胞が、ドッペルタウン跡に遺されていたドップラーの残留データを吸収して分裂・増殖を繰り返す事で、新たなレプリブレインへと成長した姿。頭部のカバーにはドップラーの顔が映っている。自身の更なる成長の為にその知識を駆使し、ドップラーの野望を砕いたエックスの捕獲に乗り出した。
自身の一部を分離、成長させてブラディオン・ルクシオンを生み出し、彼らとともに、内部に居るレプリロイドを強制的にイレギュラー化する「リミテッド・フィールド」を作り出す事が出来る。
戦闘の際には左腕のバスターから発射する「リミートスマッシャー」と左手に持ったサーベルによる戦闘術「サーベルグラップ」を駆使する。
ブラディオン（Bloodione）
タキオンに生み出されたレプリロイド「オーダブレイカー（秩序の破壊者の意）」の一人。
巨大な球体ボディーを誇るが、その巨体に似合わぬ俊敏な動きと伸縮自在な首を使って敵を翻弄する。武器の類は持たず、その身体能力を活かした格闘術「マシーングラップ」で相手を追い詰めて行く。
ルクシオン（Luxione）
タキオンに生み出されたオーダブレイカーの一人で、ブラディオンの相棒。知略に長け、残忍で冷酷な性格を持つ。
パワーはブラディオンほど高くないが、両腕を交差させ振り上げる事で発したエネルギーを射出する「アローショット」で中～遠距離から戦闘を行う事が可能。そのエネルギーを両腕に纏わせて近距離戦闘も行える。

#### レプリギガント（REPLI GIGANT）
タキオン最終形態（Tackione Final-Mode）
マザーリミテッドと同じく、レプリギガント形態のへと変化すること出来る。

#### レプリキャプチャー「Replicapture）
ロックマンＸ（レプリキャプチャー）（Rockman X（Replicapture））
タキオン配下最強の男。タキオンの造ったリミテッドに捕食され、彼の意のままに操られるようになってしまったエックスの姿。
リミテッドの影響を受けた「リミートエックスバスター」で、親友であるゼロに襲いかかる。

#### リミートレプリロイド（REMEET REPLIROID）
斜体は異名。過去にエックス達によって撃破されたボスキャラクターの再生体。
砂漠の韋駄天 ソニック・オストリーグ・L（Sonic-Ostreague-L）
『ロックマンX2』においてエックスに倒されたソニック・オストリーグにリミテッドが融合し復活した姿。メインカラーがタンからオレンジに変更されており、ボディや四肢の刃が増やされ、強化されている。
飛行能力は戻っていないが機動力が更にアップしており、ソニックスライサーの威力も倍以上になっている。
鋼鉄のリベンジャー グラビティー・ビートブード・L（Gravity-Beetbood-L）
『ロックマンX3』においてエックスに倒されたグラビティー・ビートブードにリミテッドが融合し復活した姿。メインカラーが青色からディープグリーンに変更されており、角の形状が大幅に変化されている。
その強化された角と強力にパワーアップしたバグホールでエックスに挑む。
七つの海の破壊神 シザーズ・シュリンプァー・L（Scissors-Shrimper-L）
『ロックマンX3』においてエックスに倒されたシザーズ・シュリンプァーにリミテッドが融合し復活した姿。メインカラーが赤色から緑色に変更されており、鋏部分に噛み合わせやシリンダーによるピストン機構が追加されている。
思考回路は以前にも増して残忍で凶悪になり、シリンダー機構により強化された大鋏の握力でエックスに襲いかかる。
雪原の皇帝 アイシー・ペンギーゴ・L（Icy-Penguigo-L）
『ロックマンX1』においてエックスに倒されたアイシー・ペンギーゴにリミテッドが融合し復活した姿。メインカラーが黒色から赤色に変更されており、頭部パーツの形状が大きく変わっている。
冷気と超硬質ボディによる体当たりを武器とする。復活時期が嫌っているナウマンダーとずれてせいせいしている。
紅のアサッシン マグネ・ヒャクレッガー・L（Magne-Hyakulegger-L）
『ロックマンX2』においてエックスに倒されたマグネ・ヒャクレッガーにリミテッドが融合し復活した姿。メインカラーが赤色からピンクに変更されており、尻尾の長さが倍になっている。
数と破壊力を増したマグネットマインと瞬間移動を使った戦法で標的を追い詰める。
影の飛忍 エクスプローズ・ホーネック・L（Explause-Horneck-L）
『ロックマンX3』においてエックスに倒されたエクスプローズ・ホーネックにリミテッドが融合し復活した姿。メインカラーが黄色より紫色に変更され、腹部のニードルも強力に改良されている。
自分をイレギュラーにしたという、かつての上官であるゼロに恨みを抱いており、改良強化されたボムビーの群れを率いて襲いかかる。
ジャングルの守護神 シャイニング・タイガード・L（Shining-Tigerd-L）
『ロックマンX3』においてエックスに倒されたシャイニング・タイガードにリミテッドが融合し復活した姿。メインカラーがオレンジからホワイトに変更されており、牙と爪がさらに長く鋭く強化されている。
際限なく光を吸収しレイクローからシャイニングクローへと進化した爪と光速のレイスプラッシャーでゼロを翻弄する。
豪速拳の雷王 スパーク・マンドリラー・L（Spark-Mandriller-L）
『ロックマンX1』においてエックスに倒されたスパーク・マンドリラーにリミテッドが融合し復活した姿。メインカラーが茶色から青色に変更されており、肩のドリルや拳のナックルダスター等、腕部装備が大幅に強化、追加されている。
電気エネルギーを無制限に吸収して腕のスクリュードラムで増幅する事で凄まじい威力のエレクトリックスパークを発する事が出来、その高性能な戦闘能力でゼロを追い詰める。

## 使用された特殊武器
本作品ではエックスのバスターに僅かに残っていたリミテッドのデータがリミテッド・フィールドに反応し、武器チップが無いにもかかわらずバスターが過去のデータを元に特殊武器を再現して行く。
また、エックスのバスターを自分のバスターに組み込んだゼロも同じように特殊武器を使う事が出来る。
クリスタルハンター（Crystal Hunter）
ソニック・オストリーグ・Lを撃退する為にエックスが使用。
元々は『ロックマンX2』においてクリスター・マイマインを倒して得た特殊武器で、オストリーグの弱点武器だった。
レイスプラッシャー（Ray Splasher）
グラビティー・ビートブード・Lを打ち倒す為にエックスが使用。
元々は『ロックマンX3』においてシャイニング・タイガードを倒して得た特殊武器で、ビートブードの弱点武器だった。
トライアードサンダー（Triad Thunder）
シザーズ・シュリンプァー・Lを破壊する為にエックスが使用。
元々は『ロックマンX3』においてをエレキテル・ナマズロス倒して得た特殊武器で、シュリンプァーの弱点武器だった。
ファイヤーウェーブ（Fire Wave）
アイシー・ペンギーゴ・Lを打ち倒す為にエックスが使用。
元々は『ロックマンX1』においてバーニン・ナウマンダーを倒して得た特殊武器で、ペンギーゴの弱点武器だった。
スクラップシュート（Scrap Shoot）
マグネ・ヒャクレッガー・Lとの戦闘及びエックスとの戦闘においてゼロが使用。
元々は『ロックマンX2』においてエックスがメタモル・モスミーノスを倒して得た特殊武器で、ヒャクレッガーの弱点武器だった。
バグホール（Bug Hole）
エクスプローズ・ホーネック・Lを倒す為にゼロが使用。
元々は『ロックマンX3』においてエックスがグラビティー・ビートブードを倒して得た特殊武器で、ホーネックの弱点武器だった。
スピニングブレード（Spining Blade）
シャイニング・タイガード・Lを倒す為にゼロが使用。
元々は『ロックマンX3』においてエックスがシザーズ・シュリンプァーを倒して得た特殊武器で、タイガードの弱点武器だった。
ショットガンアイス（Shotgun Ice）
スパーク・マンドリラー・Lとの戦いにおいてゼロが使用。
元々は『ロックマンX1』においてエックスがアイシー・ペンギーゴを倒して得た特殊武器で、マンドリラーの弱点武器だった。

## エックスとゼロのパワーアップ
本ストーリーでは、主にゼロがアーマー装着によるパワーアップをして行く。

### ゼロのパワーアップ
第一段階 - ZERO（ネオバスター）
連れ去られたエックスのバスターの残骸を、ゼロが自ら自身のバスターに組み込み合体させたもの。2つの銃口が一つに合わさったような形状をしている。
強化光弾である「エナジーショット」を放つことができ、またエックスの特殊武器を使用することもできる。
第二段階 - ZERO（エネルギーアーマー）
ヒャクレッガーを倒したゼロの前に現れたカプセルにて、ライト博士から授かったアーマー。装着部位は胴部（ボディパーツに相当する部分）のみで、溢れ出るエネルギーで形成されている。メインカラーは黒。
第三段階 - ZERO（ネオアーマー）
マンドリラーとの戦いにより爆発した発電所のエネルギーを吸収し、強化されたエネルギーアーマー。ボディのみだったエネルギーパーツが脚部までを覆っている。ヘッドパーツに相当する部分は存在しない。
タキオンらの展開するリミテッド・フィールドを無効化する事が出来る。またネオバスターも、パワーアップしたアーマーから流れ込んで来るエネルギーにより、エナジーショットの破壊力が飛躍的にアップしている。

### エックスのパワーアップ
ロックマンＸ（ギガアーマー）
戦闘で傷ついたゼロが、アーマーやネオバスターを含む全エネルギーをエックスに託す事により、エックスの体に新に形成されたアーマー。ヘッドパーツに相当する部分は存在しない。
リミテッド・フィールドの無効化の他、蓄積されたエネルギーを一気に放出する「ギガクラッシュ」を使用することができる。
武装として、ネオアーマーとネオバスターの能力を得た「ギガバスター」を放つことができる。またタキオンから奪ったサーベルをサブウェポンの「ギガサーベル」として操ることも可能。